# Alpaslan Öztürk
Alpaslan Öztürk (* 16. Juli 1993 in Antwerpen) ist ein belgisch-türkischer Fußballspieler.

## Karriere

### Verein
Öztürk kam als Sohn türkischstämmiger Eltern im belgischen Antwerpen auf die Welt. Hier begann er mit dem Vereinsfußball in den Jugendabteilungen diverser Mannschaften, u. a. bei Berchem Sport und Germinal Beerschot. 2009 wechselte er mit einem Profivertrag ausgestattet zu dem englischen Premier-League-Vereins Birmingham City und wurde dort in der zweiten Mannschaft eingesetzt. Eine Saison später wechselte er in die Profimannschaft. Ohne dort ein Pflichtspiel absolviert zu haben, wechselte zum Ende der Saison zurück zu Germinal Beerschot, der zwischenzeitlich in Beerschot AC umbenannt worden war. Er wurde dort sofort Stammspieler.
Im Juni 2013 wechselte Öztürk zu Standard Lüttich und unterschrieb einen Fünfjahresvertrag. Zur Rückrunde der Spielzeit 2013/14 wurde er auf Leihbasis in die türkische Süper Lig zu Kasımpaşa Istanbul transferiert.
Für die Saison 2015/16 wurde er beim türkischen Erstligisten Eskişehirspor als Leihspieler mit anschließender Kaufoption verpflichtet. Zur Rückrunde der Saison 2016/17 wurde er vom türkischen Zweitligisten Elazığspor verpflichtet. Im Sommer 2018 folgte ein Wechsel zum Erstligisten Göztepe Izmir. Für Göztepe spielte Öztürk drei Jahre lang und kam zu 70 Ligaspiele und erzielte 13 Tore. Öztürk unterschrieb am 11. Juni 2021 einen Dreijahresvertrag bei Galatasaray Istanbul. Während der Sommerverbereitung 2022 wurde Öztürk an Zweitligisten Eyüpspor ausgeliehen.

### Nationalmannschaft
Öztürks Nationalmannschaftskarriere begann 2010 in der türkischen U-18-Nationalmannschaft. Bereits nach zwei Spielen für die türkische U-18 entschied er sich, zukünftig für die belgische Nationalmannschaft zu spielen. Er spielte zwischen 2010 und 2012 mehrmals für die belgische U18- und die belgische U-19-Nationalmannschaft. Ab 2012 begann er auch für die Belgische U-21-Nationalmannschaft zu spielen.
Im Dezember 2012 wurde bekannt, dass Alpaslan Öztürk sich für die türkische Nationalmannschaft entschieden hat. Als er vor einem Jahr Gespräche mit Verantwortlichen des türkischen Fußballverbandes hatte, war er von dem Einsatz beeindruckt, dass sie ihn umzustimmen und er wieder für die türkische Nationalmannschaft zu spielen. Öztürk ließ sich umstimmen und erklärte, in Zukunft wieder für die Türkei spielen zu wollen, weil er eher zu Einsätzen kommen würde. Darauffolgend wurde Alpaslan Öztürk im Februar 2013 zum ersten Mal in die U-21-Mannschaft der Türkei berufen, aber er kam nicht zum Einsatz. Später im März 2013 im Zuge zweier Testpartien in den Kader der türkischen U-20-Nationalmannschaft nominiert und absolvierte beide Spiele.
Im Rahmen der U-20-Fußball-Weltmeisterschaft 2013 wurde er in das Turnieraufgebot der türkischen U-20-Nationalmannschaft berufen.
Öztürk gab sein Debüt für die Türkei am 1. September 2021 im WM-Qualifikationsspiel gegen Montenegro. Der Abwehrspieler wurde in der 82. Spielminute für Okay Yokuşlu eingewechselt.

## Erfolge
Mit der türkischen U-20-Nationalmannschaft
- Achtelfinalist der U-20-Fußball-Weltmeisterschaft: 2013